# Віоріка Флінташу
Віоріка Флінташу (рум. Viorica Flintașu; нар. 15 жовтня 1939, Брашов) — румунська виконавиця народної музики з Кришани.

## Біографія
Народилася в сім'ї румунських селян з Селіште-де-Беюш, повіту Біхор, біженців до Брашова в період 1940-1944 років, коли Північна Трансільванія була окупована. Її батько був майстерним гончарем, а мати, Іляна, була фахівцем у рушниках. Вона є сестрою поета Георге Пітуца та парафіяльного священика православної церкви Беюш Іоана Пітуца.
Після закінчення навчання працювала бібліотекарем у Кріштіору-де-Жос, Рієнь та Добрешті . Дебютувала 1960 року на сцені Будинку культури м. Штей. У 1964 році вийшла заміж і оселився в Бухаресті.
У 1966 році дебютувала на Румунському радіо з Оркестром популярної музики Radiodifuzionii, який очолював диригентом Джордже Ванку, і на румунському телебаченні. У тому ж році в студії « Electrecord» вийшов перший диск.
У 1967-1970 роках – солістка популярної музики оркестру «Barbu Lăutaru» філармонії «Джордже Енеску», оркестр розформувався в 1970 році, а в 1970-1975 роках була солісткою художнього ансамблю «Doina» Філармонії Армія – Бухарест.
З 2000 року Віоріка Флінташу є членом Академії традиційного мистецтва Румунії.

## Нагороди
- У 2001 році стала Почесним громадянином Бухареста.[4]
- У 2003 році нагороджена дипломом «Pro Meritis» Управління культури округу Біхор.
- У 2003 році під час шоу «500 років документальної атестації» мерія міста Штея нагородила її дипломом-відзнакою.

## Дискографія[5]
- 1966 - "Aud pașii badiului"
- 1971 - "Mult mă-ntrebă maica mea"
- 1977 - "Mă cunosc că-s bihoreană"
- 1980 - "Inima mea cea cu dor"
- 1982 - "Interpreți bihoreni(3) (з Флорікою Думою) "
- 1983 - "Mîndre-s horile-n Bihor"
- 1986 - "Eu cu dor badea cu dor"
- 1999 - "Cine mi-o făcut ochii"
- 2002 - "Dă, Doamne, pe lume bine"
- 2007 - "Cine mi-o făcut ochii"

## Зовнішні посилання
Інтерв'ю
- Horitoarea dintre dealurile Beiusului, Formula AS - anul 2004, numărul 605